# 21 Savage
21 Savage, artistnamn för Shéyaa Bin Abraham-Joseph, född 22 oktober 1992 i London, är en brittisk-amerikansk rappare. 
Han föddes i England men växte upp och är fortfarande bosatt i Atlanta.

## Diskografi[10]

### Musikprojekt
- 2016 - The Slaughter Tape
- 2016 - Slaughter King
- 2016 - Savage Mode
- 2016 - 21 Gang
- 2017 - Issa Album
- 2017 - Without Warning
- 2018 - NOT ALL HEROES WEAR CAPES (Deluxe)
- 2018 - i am > i was (Deluxe)
- 2020 - SAVAGE MODE II
- 2020 - SAVAGE MODE II [CHOPPED NOT SLOPPED]
- 2021 - Spiral: From The Book of Saw Soundtrack
- 2022 - Her Loss
- 2024 - american dream